# استرلینگ سیتی (کالیفرنیا)
استرلینگ سیتی (به انگلیسی: Stirling City) یک منطقهٔ مسکونی در ایالات متحده آمریکا است که در شهرستان بیوت، کالیفرنیا واقع شده است. استرلینگ سیتی ۳٫۰۵۱ کیلومتر مربع مساحت و ۲۹۵ نفر جمعیت دارد و ۱٬۰۸۸ متر بالاتر از سطح دریا واقع شده است.